# Genocide
Genocide (of volkerenmoord of volkenmoord) is een misdrijf in het internationale recht dat door de Algemene Vergadering van de Verenigde Naties in Resolutie 96(1) omschreven werd als 'de ontzegging van het recht van bestaan van een gehele menselijke groep.' Genocide staat in haar praktische uitvoering vaak gelijk aan massamoord van een specifieke groep, hoewel ook andere daden onder de definitie vallen. Formeel juridisch gezien is genocide geen oorlogsmisdrijf, omdat het geen schending van het oorlogsrecht is, bovendien kan genocide ook in vredestijd worden gepleegd.

## Definitie
De term genocide is afgeleid van het Griekse "genos", wat kind, familie, geslacht of generatie betekent, en het achtervoegsel 'cide' van het Latijnse "caedere", wat 'moord' of 'doden' betekent. Het woord betekent 'uitroeing van een volk'. De term werd geïntroduceerd door de Pools-Joodse jurist Raphael Lemkin in zijn boek Axis Rule in Occupied Europe (1944). De term deed korte tijd later zijn intrede in het internationale recht, doordat Lemkin na zijn vlucht uit Polen betrokken werd bij het Neurenberg-tribunaal. Benjamin Ferencz, de speciale hoofdaanklager van leden van Einsatzgruppen tijdens het Proces van Neurenberg 1945-1946 gebruikte het begrip bewust in zijn pleidooi, hoewel het nog in geen enkel wetboek stond. Een juridische "doodzonde", die evenwel het internationaal strafrecht vooruit hielp.
De Verenigde Naties namen in 1948 tijdens de Algemene Vergadering te Parijs het Verdrag inzake de voorkoming en de bestraffing van genocide aan. Daarin bevestigden de verdragsluitende partijen dat genocide een internationaal misdrijf is en verbonden zij zich om dit misdrijf te verhinderen en te bestraffen. Deze conventie definieert in artikel 2 genocide als:

een van de volgende handelingen, gepleegd met de bedoeling om een nationale, etnische, godsdienstige groep, dan wel een groep, behorende tot een bepaald ras, geheel of gedeeltelijk als zodanig te vernietigen door 'het doden van leden van de groep; het toebrengen van ernstig lichamelijk of geestelijk letsel aan leden van de groep; het opzettelijk aan de groep opleggen van levensvoorwaarden die gericht zijn op haar gehele of gedeeltelijke lichamelijke vernietiging; het nemen van maatregelen, bedoeld om geboorten binnen de groep te voorkomen en het gewelddadig overbrengen van kinderen van de groep naar een andere groep.

In artikel 6 van het Statuut van Rome uit 1998, dat de grondslag vormt voor de jurisdictie van het ICC, is deze definitie in soortgelijke bewoordingen overgenomen.
Het achtervoegsel 'cide' in het woord 'genocide' is kenmerkend voor verwante begrippen. Oorspronkelijk waren dat combinaties met levende wezens, zoals in femicide (vrouwenmoord), filicide (kindermoord), familicide (moord op gezinnen) of amicide (doden van vrienden). In de huidige eeuw is er vooral een toename van nieuwe woorden op 'cide' in combinatie met aanduidingen van niet-levende entiteiten, zoals taal, geld of plaats, bijvoorbeeld 'linguicide' (uitroeien van de taal van een etnische groep). In die gevallen is er niet letterlijk sprake van 'moord' of 'doden', maar in figuurlijke zin van 'vernietiging van'.

## Historische genocides

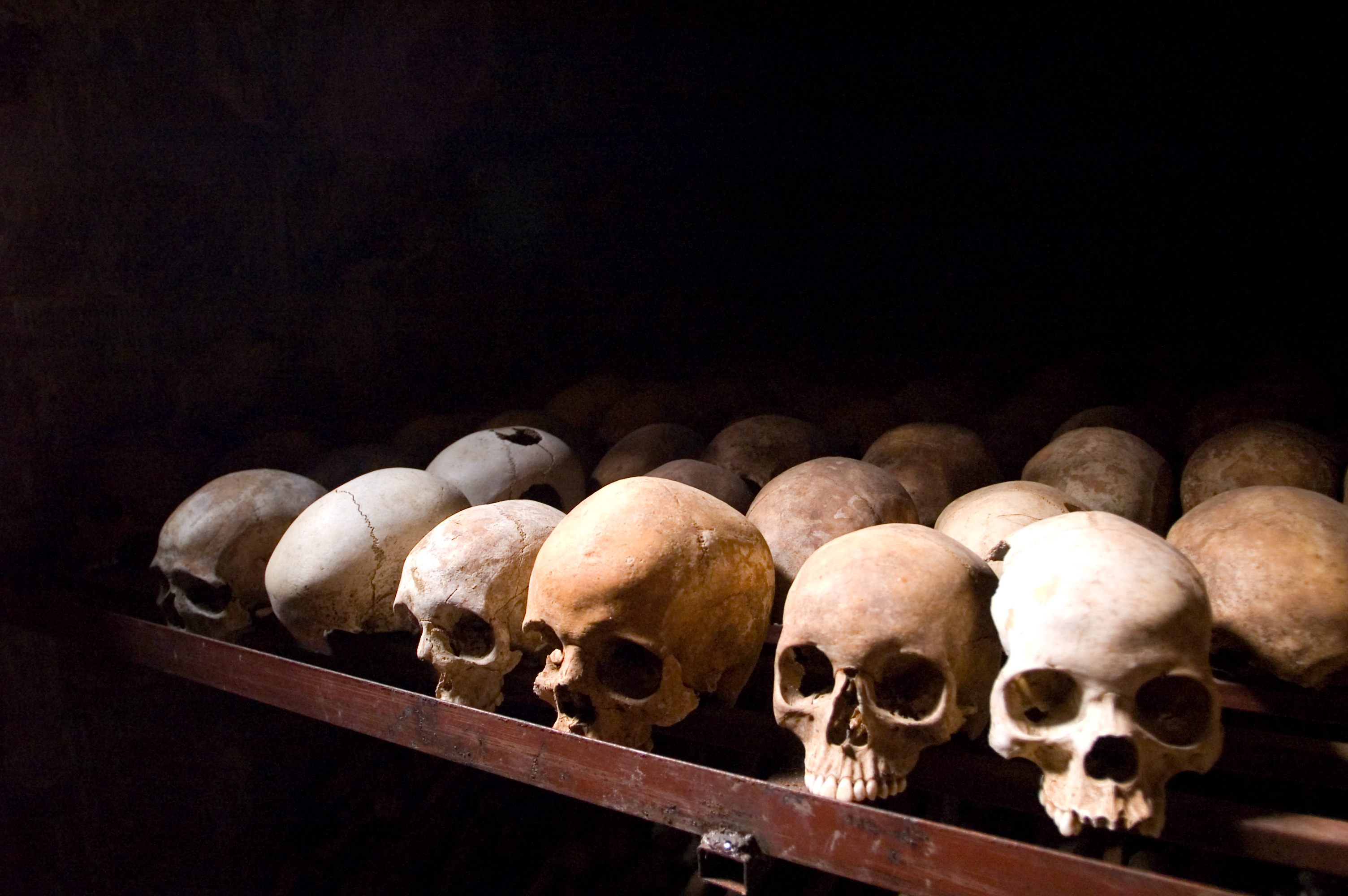
Schedels van slachtoffers van de Rwandese Genocide van 1994 in Nyamata

Het woord genocide dateert weliswaar pas uit 1944 en vond pas internationaal ingang toen het onderwerp van het daartegen gericht verdrag dat in 1948 tot stand kwam. Het met dit woord bedoeld fenomeen blijkt bij een historische terugblik echter ongekend oud. Sinds de term werd geïntroduceerd konden met terugwerkende kracht op vele plaatsen en momenten in de geschiedenis gebeurtenissen worden herkend.
Expansionisme en kolonisering hebben in de nieuwe tijd, dus na het jaar 1500, grootschalige moordpartijen van Europese staten in overige werelddelen met zich meegebracht. Deze kregen vaak het karakter van vernietigingscampagnes als veroverende legers bij hun expedities op tegenstand stuitten. Zo troffen Spaanse en Portugese zeevaarders in de 15e eeuw op de Canarische Eilanden bewoners ("wilden") aan en later stuurden deze landen ook expeditielegers naar Zuid-Amerika. De Britten deden dat in India, de Fransen in Noord-Afrika en de Nederlanders in Oost-Indië, later Nederlands-Indië. Vaak werkten inheemse autoriteiten samen met de invasiemacht om hun macht te behouden of te versterken. In het proces van dekolonisatie van 1945 tot 1975 herhaalde zich de grootschalige vernietiging in de bevrijdingsoorlogen en de onderdrukking daarvan door de koloniale machten. Een late poging tot kolonisering en grootschalige vernietiging werd door Japan georganiseerd tijdens zijn verovering van Oost- en Zuidoost-Azië in het kader van de Tweede Wereldoorlog.
In publicaties van de afdeling Holocaust- en Genocidestudies van het Nederlands Instituut voor Oorlogsdocumentatie worden de volgende historische genocides genoemd:

### Duits Zuidwest-Afrika
Tussen 1904 en 1907 probeerde de Duitse kolonisator de Herero- en Nama-stammen uit te roeien. Na een heftige strijd werden overgebleven Herero's en Nama's onder erbarmelijke omstandigheden in concentratiekampen opgesloten. Delen van de beide volkeren bleven bestaan. De genocide hield door interventie van regeringsfunctionarissen op, maar werd voortaan ook verzwegen door de Duitse koloniale macht en vele latere Europees-Duitse regeringen. Pas in 2004 erkende de Duitse regering deze gebeurtenissen als genocide. De koloniale machten maakten rond de eeuwwisseling op meer plaatsen gebruik van excessief geweld tegen zogenaamde 'inboorlingen' wanneer dezen zich verzetten tegen hun bezetters. In Atjeh waren dat Nederlands-Indische troepen; in Oranje Vrijstaat en Transvaal de vrouwen en kinderen van de zogenaamde Boeren die door het Engelse expeditieleger in concentratiekampen werden opgesloten en door ondervoeding en ziekte massaal stierven.

### Armenië (Ottomaanse Rijk)
Tijdens de Eerste Wereldoorlog zijn in het Ottomaanse Rijk zeer veel Armeniërs omgekomen als gevolg van rechtstreekse moord en deportatie onder omstandigheden die velen het leven kostten. Het precieze aantal blijft omstreden maar de schattingen variëren tussen 500.000 en 1.500.000 personen. Deze gebeurtenissen worden vrij algemeen erkend als de Armeense Genocide. Het standpunt van de huidige Turkse regering is echter dat er van genocide geen sprake was en dat het gebruik van deze term als een belediging voor de Turkse natie strafbaar is. Turkse historici gaan er wel van uit dat er sprake was van een conflict tussen rebellerende Armeniërs en het Ottomaanse leger dat veel slachtoffers aan beide zijden kostte. Zij zeggen dat als van lokale massamoorden op burgers sprake zou zijn geweest, deze door irreguliere Turkse milities en door zich bedreigd voelende dorpsbevolkingen werden uitgevoerd op de 'bewapende Armenische opstandelingen' in hun midden. Daartegenover wijst de ambtelijke correspondentie feitelijk uit dat directieven werden gegeven door centrale en militaire bestuursambtenaren vanuit Istanboel aan districtsambtenaren. Een 'radicale opruiming' van Armeniërs met behulp van alle mogelijke middelen werd daarin voorgeschreven waaronder de instelling van liquidatiemilities en hun bewapening uit de munitiedepots van het leger.
Naast Armeniërs werden er ook honderdduizenden Pontische Grieken, Aramese en Assyrische christenen vermoord. Het Ottomaanse systeem registreerde geen nationaliteit maar religie, wat precieze schattingen bemoeilijkt. De door het Ottomaanse bestuur bewapende milities van losgelaten gevangenen, soldaten en Koerdische clans die de slachtingen hebben verricht, keerden zich tegen alle christelijke minderheden omdat zij ervan verdacht werden de binnenvallende Russische troepen, waar het Ottomaanse Rijk mee in oorlog was, te steunen. Een Russische overwinning zou het vooruitzicht waar kunnen maken van de stichting van een onafhankelijke Armeense staat in Oost-Turkije. Dit is ook de reden dat islamitische minderheden als de Koerden en Arabieren, die het Ottomaanse gezag niet steunden, zich toch ook lieten inschakelen bij de 'verwijdering' van de Armeniërs, vooral nadat zij toestemming kregen om de bezittingen van de Armeniërs in beslag te nemen. Dit gebeurde massaal nadat het uitbreken van de communistische revolutie in Sint-Petersburg leidde tot een terugtrekking van de Russische legers die in 1917 delen van Oost-Turkije hadden bezet, en de Armeniërs geen beroep op Russische steun meer konden doen. In totaal zijn 3.000 dorpen en steden in het oosten van het huidige Turkije van hun Armeense bevolking ontdaan. Hun bezittingen zijn toebedeeld aan plaatselijke of van elders gekomen Turken.

### Sovjet-Unie
Stalin wordt er van beschuldigd bewust een hongersnood in onder andere Oekraïne, de Noordelijke Kaukasus (o.a. de zogenoemde 'Zwarte Tafels' bij de Koeban-kozakken), Wolgaregio, Zuidelijke Oeral, West-Siberië, en Kazachstan te hebben gecreëerd als onderdeel van zijn plan om de collectivisatie gedwongen door te voeren onder de gehele bevolking van de Sovjet-Unie. Hierbij kwamen vele miljoenen burgers in het begin van de jaren dertig om. Op 28 november 2006 werd een motie aangenomen door het Oekraïense parlement om deze Holodomor voortaan als genocide van de Sovjet-Unie tegen het Oekraïense volk te kwalificeren. Ook de dood van meer dan een kwart van de 4 miljoen kozakken tussen 1926 en 1939 als gevolg van gedwongen vestigingsconcentratie in kolchozen wordt gezien als een aan Stalin toe te schrijven tragedie. Daarbij speelde de traditionele trouw aan de Tsaren van de Kozakken een rol.

### Vervolging van Joden, Sinti en Roma door nazi-Duitsland
Nazi-Duitsland en, in mindere mate, zijn bondgenoten probeerden van 1941 tot 1945 systematisch de Joden (6 miljoen), Sinti, en Roma uit te roeien. De moorden vonden grotendeels plaats in concentratie- en vernietigingskampen. Roemenië richtte zijn eigen kampen in waar executies zonder rechtspleging werden uitgevoerd en de omstandigheden zo slecht waren dat honderdduizenden Joden omkwamen. Hitler nam het besluit tot vernietiging van het Europese Jodendom tijdens de Wannseeconferentie in Berlijn in januari 1942. Vanaf dat moment kon gesproken worden van een van tevoren beraamde en systematisch uitgevoerde genocide.
Op 16 december 1942 bepaalde Himmler dat alle Sinti en Roma gedeporteerd moesten worden naar Auschwitz-Birkenau. Omdat er in veel landen voor de Tweede Wereldoorlog geen registratie van de zigeuners was, is onbekend hoeveel er zijn omgekomen. Naar schatting zijn tussen de 400.000 en 500.000 Sinti en Roma omgebracht.
Omdat etnische zuivering en genocide vaak in elkaars verlengde liggen kan er geen scherp onderscheid aangelegd worden, behalve in het kader van de Holocaust die een expliciet geformuleerd vernietigingsprogramma volgde. Sommigen willen met scherpe criteria alleen vernietigingscampagnes als die van de nationaalsocialisten als genocide definiëren.

## Moderne genocides
Ook na de Tweede Wereldoorlog zijn er conflicten die gekenmerkt zijn als genocide. Hieronder staan enkele gevallen waarbij een claim van genocide onderzocht wordt of erkend is. 

### China
De Canadese regering en de regering van de VS erkennen de opsluiting van 1 miljoen Oeigoeren als een genocide. Ook de Tweede Kamer heeft aan het Nederlandse Kabinet gevraagd om de vervolging te erkennen als een genocide.

### Cambodja
Tijdens de heerschappij van de Rode Khmer, onder leiding van Pol Pot, werden er tussen twee miljoen en drie miljoen, onder andere ideologische verdachte groepen, etnische minderheidsgroepen, voormalige ambtenaren, boeddhistische monniken, intellectuelen en vluchtelingen vermoord.

### Joegoslavische oorlogen
Tijdens de Joegoslavische oorlogen vonden er op verschillende plekken in het voormalige land oorlogsmisdaden plaats. Een ervan was tijdens de val van Srebrenica, waarbij ongeveer 8000 moslimjongens en -mannen uit de enclave vermoord werden. Deze moorden vonden plaats op 11 juli 1995 en de dagen erna, nadat Bosnische Serviërs de controle over de enclave, die bescherming genoot van Nederlandse blauwhelmen, hadden verworven.
Op 26 februari 2007 omschreef het Internationaal Gerechtshof te Den Haag het bloedbad van Srebrenica van juli 1995 als genocide.
Er vond ook vervolging van Serviërs in Kroatië plaats. Kroatische troepen brandden huizen af en de lokale Servische bevolking in de Krajina-regio in Kroatië werd uitgemoord. Servische troepen vermoordden op hun beurt vele Kroatische burgers in zuidelijk Kroatië en Bosnië.
In de Tweede Wereldoorlog koos het Kroatische Ustasha-regime de kant van de nazi's. In die jaren  werden honderdduizenden Roma, Joden en Serviërs omgebracht in kampen, zowel in Kroatië als daarbuiten. Het beruchtste kamp was Jasenovaç. De moord op zo'n 500.000 tot een miljoen Serviërs in deze periode staat bekend als de Servische Genocide.

### Rwanda en Burundi
In 1994 woedde in Rwanda en in 1993 en 1999 in Burundi een hevige burgeroorlog. In 1994 mondde dit in Rwanda uit in genocide, in een periode van ongeveer 3 maanden werden op systematische wijze 800.000 Tutsi's en gematigde Hutu's door het Rwandese leger en Hutu-milities (zoals de Interahamwe) vermoord. Op 16 juni 2006 werd deze genocide ook officieel erkend door de hogerberoepscommissie van het Rwanda-tribunaal.

### Islamitische Staat
Op 3 februari 2016 erkende het Europees Parlement unaniem de systematische moord en vervolging van religieuze minderheden zoals jezidi's en christenen door terreurgroep IS als genocide.

### Rohingya (Myanmar)
In een rapport van 27 augustus 2018 beschuldigde de Verenigde Naties de legerleiding van Myanmar van genocide, seksueel geweld en misdaden tegen de menselijkheid.

### Gazastrook (2023-2025)
In december 2023 spande Zuid-Afrika een genocidezaak tegen Israël aan bij het Internationaal Gerechtshof (ICJ). In een tussenvonnis van januari 2024 oordeelden de rechters dat Israël er alles aan moet doen om genocide in Gaza in de oorlog_in_Gaza_vanaf_2023 te voorkomen.
In maart 2024 spande Nicaragua een zaak aan tegen Duitsland, waarin Duitsland werd beschuldigd van medeplichtigheid aan een door Israël uitgevoerde genocide in Gaza. In een tussenuitspraak werden geen noodmaatregelen tegen Duitsland opgelegd, maar het proces werd aangehouden.
Een rapport van maart 2024 van de Verenigde Naties getiteld "Anatomy of a Genocide", stelt dat er redelijke gronden zijn om te geloven dat Israël genocide pleegt tegen Palestijnen in de Gaza. De uiteindelijke beslissing ligt echter bij het Internationaal Gerechtshof.
Genocide Watch beschreef op 4 februari 2024 tien tekenen van een genocidaal proces in Gaza en vier daden van genocide in de zin van het Genocideverdrag van 1948 door het Israëlische leger, die de intentie van het plegen van genocide aantonen.
Amnesty International publiceerde op 5 december 2024 een rapport waarin het als eerste grote mensenrechtenorganisatie de oorlog een genocide noemt in de context van een illegale Israëlische bezetting en een systeem van apartheid, gericht tegen de Palestijnen in Gaza, op de Westoever, in Oost-Jeruzalem en in Israël zelf. De organisatie concludeert dat er voldoende bewijs is om aan te nemen dat Israël's optreden in Gaza neer komt op genocide.

## Tribunalen
In de landen die het genocideverdrag hebben ondertekend, kunnen genocide-misdrijven voor nationale rechtbanken gebracht worden, of wordt nationaal een ad-hoc tribunaal opgericht, zoals in 1997 het Cambodjatribunaal. Daarnaast werden ook internationale gerechtshoven ingesteld. 

### Ad-hoc internationale tribunalen
- Neurenbergtribunaal (1945)
- Proces van Tokio (1946)
- Joegoslaviëtribunaal (1993), in 2010 opgevolgd door het IRMCT
- Rwandatribunaal (1994), in 2010 opgevolgd door het IRMCT.

### Vaste internationale tribunalen
- Internationaal Strafhof: voor daden, gepleegd na 1 juli 2002.
- Internationaal Restmechanisme voor Straftribunalen (IRMCT).
- Permanent Volkerentribunaal, een opinietribunaal.

## VN Speciaal Adviseur voor Preventie van Genocide

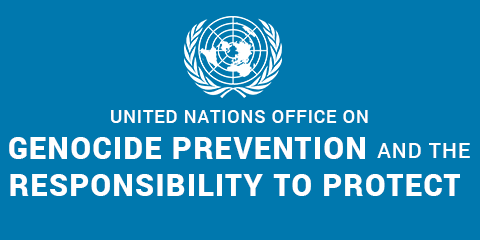
Logo van de Speciaal Adviseur voor Preventie van Genocide

In 2004 werd door de toenmalige Secretaris-Generaal van de Verenigde Naties Kofi Annan de eerste "Speciaal Adviseur voor de Preventie van Genocide" in het leven geroepen. Diens taak is het om publieke waarschuwingen te doen uitgaan in situaties waarbij er een risico is op genocide. Het kantoor van de 'Speciaal Adviseur' heet United Nations Office on Genocide Prevention and the Responsibility to Protect, waar ook de VN Speciaal Adviseur voor de Verantwoordelijkheid om te Beschermen werkzaam is met nauw gerelateerde taken.

## Verwante begrippen
De volgende begrippen zijn verwant aan de term 'genocide'. Zij beschrijven aspecten die als methode onderdeel van een genocide kunnen uitmaken en los van de fysieke uitroeiing (het doden van groepsleden) en biologische uitroeiing (het verhinderen van geboorten) beschouwd kunnen worden. Meestal zijn meerdere begrippen gelijktijdig van toepassing.

### Classicide
Classicide is het bewust en systematisch vernietigen van een sociale klasse.

### Culturele genocide
Culturele genocide, culturecide, culturicide of culturcide  is de vernietiging van de unieke cultuur van een sociale groep. Dit omvat destructie van de cultuur van een etnische, politieke, religieuze of sociale groep, inclusief bijvoorbeeld sociale instituties die kenmerkend zijn voor de culturele identiteit van de groep, de eigen taal, gebedshuizen, historische gebouwen, biblotheken, kunst, musea en archeologische vindplaatsen. 
Het koloniale Westen weerde het onderscheiden van dit type genocide van het algemene concept van genocide bewust uit het Genocide-verdrag, uit vrees dat de behandeling van minderheden en inheemse volken door koloniale machten in vraag gesteld zou worden en het onderscheid tussen totalitaire en democratische staten zou wegvallen. In het Verdrag van Rome valt het evenwel onder de term oorlogsmisdaden, of buiten de context van oorlog onder misdaden tegen de menselijkheid.
De Dalai Lama noemde in 2008 vanuit zijn ballingsoord in India de vervolging van de Tibetanen door China een culturele genocide. In Oekraïne wordt de systematische vernieling van Oekraïens erfgoed door Rusland 'culturele genocide' genoemd. De veronderstelde gedachte is dat als er geen Oekraïense cultuur meer is, ook de Oekraïense staat wel vergeten zal worden.

### Democide
Democide (letterlijk het doden van mensen) is een door Rudolph Joseph Rummel geintroduceerd begrip voor het opzettelijk doden van leden van een specifieke ongewapende bevolkingsgroep door de eigen regering. Het heeft veel overlap met het begrip genocide, maar sluit methoden anders dan het doden van personen uit van de definitie.

### Domicide
Domicide is het doelbewust en systematisch vernietigen van een woongebied om dit onbewoonbaar te maken.  Domicide is breder dan het synoniem urbicide, dat specifiek betrekking heeft op de vernietiging van een stad of verstedelijkt gebied. Topocide is een ander synoniem van domicide. De vernietiging van Gaza tijdens de Gaza-oorlog van 2023-2024 is genoemd als een voorbeeld van domicide. Volgens Oren Yiftachel verwijst domicide – in de Israëlische context – primair naar het verhinderen van de terugkeer naar huis aan het eind van een oorlog, omdat er geen plek is om naar terug te gaan.

### Ecocide
Ecocide is een term die werd bedacht 1970er jaren in de context van de Vietnamoorlog. Aanleiding was de opzettelijke vernietiging van het milieu met Agent Orange, een plantengif.
De systematische vergiftiging van landbouwgebieden in Gaza met herbiciden en de grootschalige vernietiging van agrarisch land en infrastructuur in de Gaza-oorlog van 2023-2024 door het Israëlische leger is door het onderzoeksinstituut Forensic Architecture beschreven als een ecocide. De wijdverbreide ernstige en duurzame destructie van het milieu in de Gaza-oorlog heeft opnieuw stemmen doen opgaan om ecocide als oorlogsmisdrijf strafbaar te stellen onder artikel 8 van het Statuut van Rome.

### Educide en scholasticide
Educide en scholasticide is de systematische destructie van kennis en een onderwijssysteem en zijn instituties binnen een bepaalde groep. Het omvat volgens de Britse academicus Rula Alousi met name ook het vermoorden van academici en intellectuelen uit die groep. De term werd in 2009 voor het eerst gebruikt met betrekking tot het doden van Iraaks onderwijspersoneel na de invasie door de VS in 2003. Het is een vorm van culturele genocide.

### Ethnocide
Ethnocide is de vernietiging van een etnische groep.

### Homicide
Homicide betekent letterlijk 'doden van een mens'. Dat kan het doden van een persoon door een andere persoon zijn; het kan ook verwijzen naar het opzettelijk en systematisch doden van een of meer grote groepen mensen door een staat of terroristische groepering. Zo diende Verslaggevers Zonder Grenzen in september 2024 een klacht in bij het Internationaal Strafhof in verband met het Onderzoek van het Internationaal Strafhof tegen Israël en Palestina, waarbij het doden van meer dan 130 journalisten in Gaza door het Israëlische leger werd aangeduid als 'homicides'.
Sub-categorieën van homicide zijn femicide (vrouwenmoord) waar het specifiek het doden van vrouwen betreft, filicide (kindermoord) in het geval van moord op kinderen, familicide bij moord op gezinnen en amicide bij het, al dan niet per ongeluk, doden van vrienden.
Een voorbeeld van amicide, ook wel 'fratricide' genoemd, is het zogenoemde 'friendly fire' of 'eigen vuur'. "Amicide" is ook een type antibioticum. Het is ook een merknaam van een herbicide van het Australische bedrijf Nufarm.

### Linguistische genocide
Linguistische genocide of linguicide is het vernietigen van de eigen taal van een groep door het onderwijs in en het gebruik ervan te verbieden, inclusief in gedrukte vorm.

### Medicide
De arts Jack Kevorkian introduceerde in 1991 de term Medicide in zijn boek Prescription: Medicide – The Goodness of Planned Death. Hij gebruikte de term met een positieve connotatie, verwijzend naar hulp bij zelfdoding bij ondraaglijk lijden. Hij bracht dit zelf bij zeker 130 patiënten in praktijk. In het Engels staat is het synoniem met "zelfmoord met hulp van een arts".
De VN Speciale Rapporteur over gezondheid Tlaleng Mofokeng introduceerde in oktober 2024 de term in de context van een algemene genocide in de Gaza-oorlog van 2023-2024, onder verwijzing naar de systematische vernietiging van de medische infrastructuur van Gaza, militaire aanvallen op gezondheidsmedewerkers en het blokkeren van de levering van medische hulp en medicijnen door het leger.

### Politicide
Politicide is een term uit de 1970er jaren ter beschrijving van het vernietigen van het politieke systeem van een groep en/of de vernietiging van een groep mensen met een gedeelde politieke identiteit. Het omvat het doden van politieke leiders en de vernietiging van de bijbehorende structuren. Het werd onder andere gebruikt in de context van de Tweede Intifada, waar Israël als doel had de bestaansmogelijkheden van een Palestijnse staat te verhinderen.

### Urbicide
Urbicide is het doelbewust vernietigen van een stad. Een term uit de 1960er jaren, aanvankelijk in de context van stadsvernieuwing, maar later in die van oorlogsgeweld. Met name gebruikt in relatie tot Joegoslavië bij de Servische belegering van Sarajevo en de vernietiging van andere Joegoslavische steden, de Russische aanvallen op Grozny in Tsjetsjenië, de Israëlische aanvallen op Beirut, de steden in Gaza in 2023-2024 en op Nablus tijdens de Tweede Intifada, en de Syrische aanvallen op Homs en Oost-Aleppo tussen 2012 en 2017.

## Genocideontkenning
Genocideontkenning of genocide denial is de ontkenning van het historisch feit dat er op een bepaalde plaats genocide zou hebben plaatsgevonden. Holocaustontkenning is hier een specifiek voorbeeld van. Ook de Armeense Genocide wordt door de regering van de huidige republiek Turkije niet erkend. De Turkse regering spreekt over "de Armeense Kwestie" en ontkent dat er sprake zou zijn van genocide, maar dat de doden de slachtoffers waren van burgeroorlog, hongersnoden en andere ontberingen.
Gregory H. Stanton richtte in 1999 de Genocide Watch op, waarvan hij ook voorzitter is. Daarvoor was hij voorzitter (en oprichter) van het Cambodian Genocide Project. Stanton ziet genocide als een glijdende schaal en spreekt van 8 verschillende fases van genocide. Een situatie gaat niet in één keer van vreedzaam naar een situatie waar groepen mensen elkaar uitmoorden. Volgens zijn model vallen bij genocide de volgende acht verschillende fasen te onderscheiden: classificatie, symbolisatie, dehumanisatie, organisatie, polarisatie, voorbereiding, vernietiging en ontkenning. Stanton stelt dat elke genocide min of meer deze sequentie van escalerende fasen kent. Genocideontkenning vormt daarbij de laatste fase.

### Organisaties
- The Sentinel Project, Canadese NGO
- Aegistrust, Britse NGO
- Genocide Watch